# Windveren (album)
Windveren is het veertiende studioalbum van Boudewijn de Groot, uitgebracht in november 2022. Het album volgde op het uitbrengen van het kinderboek Soms als ik een vlinder zie, geschreven door de musicus in samenwerking met Mark Janssen (illustraties) en Jaco van der Steen (muziek).
Het album is opgenomen tussen januari en juni 2022 en geproduceerd door Gordon Groothedde. Opnamen vonden plaats in drie geluidsstudio’s:
- GG Studio in Zutphen
- Boudewijn de Groot Studio in Haarlem
- PAF Studio: bijdrage van The Kik in Als je huilen wilt.

De samenwerking met muziekproducent Groothedde leverde een andere werkwijze op dan De Groot gewend was. Hij, die vroeger alles als één geheel opnam, kreeg te maken met gesplitste opnamen, waardoor hij zich in het begin niet erg nauw bij het eindproduct betrokken voelde. Toen alles samenkwam ging ook Boudewijn de Groot om voor deze werkwijze.
Er werden vier versies van het album uitgebracht, een gangbare elpee, een gangbare compact disc en een compact disc begeleid door een boekwerk, alles aangevuld met een digitaal album. De Groot pakte hier en daar zijn typering als protestzanger weer op, alhoewel hij liever niet als zodanig aangeduid wil worden.

## Musici
- Boudewijn de Groot – zang, akoestische gitaar, toetsinstrumenten (alle tracks)
- Joost Kroon – drumstel (1, 4, 6, 12)
- Serge Bredewold – basgitaar (1, 4, 6, 12)
- JP Hoekstra – gitaren (1, 4, 5, 6, 12)
- Wil Maas – piano (1, 4, 6), (samples (4)
- Gordon Groothedde – samples en gitaar (1), basgitaar (2), percussie (9)
- Jaco van der Steen – achtergrondzang (6)
- Meis - zang (7)
- Jaap Stork – piano (8)
- Dave von Raven – zang en piano (9)
- Marcel Groenewegen – basgitaar (9)
- Arjen Spies – gitaren, zang (9)
- Paul Zoontjens – toetsinstrumenten (9)
- Ries Doms – drumstel (9)

## Tracklist
Alle muziek is geschreven door Boudewijn de Groot tenzij anders vermeld.
| Nr. | Titel                                                | Duur |
| --- | ---------------------------------------------------- | ---- |
| 1.  | Aarde (Muziek: Christon Kloosterboer)                | 3:17 |
| 2.  | Lente (Tekst: Peter Colpaert)                        | 2:35 |
| 3.  | Wilde ganzen                                         | 3:42 |
| 4.  | De dame met het hondje                               | 3:40 |
| 5.  | Raven boven Wales                                    | 6:10 |
| 6.  | Enge mannen (Muziek: Jaco van der Steen)             | 3:07 |
| 7.  | Sheherazade                                          | 5:04 |
| 8.  | Piazza Di Chirico (Tekst: Bies van Ede)              | 4:58 |
| 9.  | Als je huilen wilt (Muziek: Jaco van der Steen)      | 4:51 |
| 10. | Als je stil bent (Tekst: Lennaert Nijgh)             | 1:53 |
| 11. | Vals licht                                           | 4:28 |
| 12. | Hoe meer ik dichterbij kom (Muziek: George Kooymans) | 4:30 |

De titel van het album Windveren is afkomstig uit het lied De dame met het hondje, met een verwijzing naar het verhaal De dame met het hondje van Anton Tsjechov en de Boulevard Barnaart. Aarde, geschreven door Christon Kloosterboer, is één van die protestliederen, het gaat over de milieuvervuiling, maar tevens dat De Aarde daarop reageert met droogtes etc. en dat zij nog zal ronddraaien als de mensheid al lang verdwenen is. Het werd uitgebracht op single, kreeg haar primeur bij Lunch Lekker! beleefde, maar haalde de hitlijsten niet.
De tekst Als je stil bent is van Lennaert Nijgh. Voor Hoe meer ik dichterbij kom schreef George Kooymans de muziek (en werd in 2023 in zijn versie uitgebracht op het album Mist van Vreemde Kostgangers). Op Sheherazade, een verwijzing naar vertelster Sjeherazade is kleindochter Aysha de Groot, dochter van Marcel de Groot, te horen op de achtergrond. Als je huilen wilt kreeg een bijdrage van The Kik, dat eerder een geheel album van De Groot wijdde.

## Nasleep
Boudewijn de Groot zal het album niet middels concerten promoten; hij kondigde in 2020 al aan niet meer te willen optreden. Tijdens de uitgifte van Windveren gaf De Groot aan dat hij nog bezig was met het bewerken van een onvoltooide uitgave van een album van Vreemde Kostgangers, dat in 2023 uitgebracht zou moeten worden.
Het album Windveren kwam op 12 november 2022 op plaats vier binnen in de Album Top 100; de daarop volgende weken zakte het langzaam (gegevens 10 december 2022).